# تشارلز سيوفي
تشارلز سيوفي (بالإنجليزية: Charles Cioffi)‏ مواليد 31 أكتوبر 1935 في نيويورك، الولايات المتحدة، هو ممثل أمريكي بدأ مسيرته الفنية سنة 1964. امتدت مسيرته الفنية لأكثر من 44 عاما.

## الأعمال
- كلوت
- شافت
- الرجل التالي
- مفقود
- كل الخطوات الصحيحة
- نيوزيس

## روابط خارجية
- تشارلز سيوفي على موقع IMDb (الإنجليزية)
- تشارلز سيوفي على موقع ألو سيني (الفرنسية)
- تشارلز سيوفي على موقع أول موفي (الإنجليزية)
- تشارلز سيوفي على موقع قاعدة بيانات برودواي على الإنترنت (الإنجليزية)
- تشارلز سيوفي على موقع قاعدة بيانات الأفلام السويدية (السويدية)
- تشارلز سيوفي على موقع قاعدة بيانات الفيلم (الإنجليزية)
- تشارلز سيوفي على موقع كينوبويسك (الروسية)